# جیبوتی در المپیک
جیبوتی در ۱۰ دوره از دوره‌های المپیک تابستانی تا پایان المپیک تابستانی ۲۰۲۴ در پاریس شرکت کرده است. آنها هرگز در المپیک زمستانی شرکت نکرده‌اند. جیبوتی برای نخستین بار در المپیک تابستانی ۱۹۸۴ در لس آنجلس، ایالات متحده آمریکا با سه ورزشکار به میدان آمد، اما نتوانست مدالی به دست آورد. بیشترین تعداد ورزشکاران جیبوتی که در یک دوره از بازی‌های تابستانی شرکت کرده‌اند، هشت نفر بوده است در بازی‌های ۱۹۹۲ در بارسلونا، اسپانیا. تنها یک ورزشکار جیبوتی توانسته است مدالی در المپیک کسب کند، حسین احمد صلاح که مدال برنز در ماراتن بازی‌های المپیک تابستانی ۱۹۸۸ را به دست آورد.

## جدول مدال‌ها

### مدال‌ها بر اساس بازی‌های تابستانی
| بازی‌ها | ورزشکاران    | طلا       | نقره      | برنز      | مجموع     | رتبه      |
| ۱۹۸۴   | ۳            | ۰         | ۰         | ۰         | ۰         | –         |
| ۱۹۸۸   | ۶            | ۰         | ۰         | ۱         | ۱         | ۴۶        |
| ۱۹۹۲   | ۸            | ۰         | ۰         | ۰         | ۰         | –         |
| ۱۹۹۶   | ۵            | ۰         | ۰         | ۰         | ۰         | –         |
| ۲۰۰۰   | ۲            | ۰         | ۰         | ۰         | ۰         | –         |
| ۲۰۰۴   | شرکت نکرد    | شرکت نکرد | شرکت نکرد | شرکت نکرد | شرکت نکرد | شرکت نکرد |
| ۲۰۰۸   | ۲            | ۰         | ۰         | ۰         | ۰         | –         |
| ۲۰۱۲   | ۵            | ۰         | ۰         | ۰         | ۰         | –         |
| ۲۰۱۶   | ۷            | ۰         | ۰         | ۰         | ۰         | –         |
| ۲۰۲۰   | ۴            | ۰         | ۰         | ۰         | ۰         | –         |
| ۲۰۲۴   | ۷            | ۰         | ۰         | ۰         | ۰         | –         |
| ۲۰۲۸   | رویداد آینده |           |           |           |           |           |
| ۲۰۳۲   | رویداد آینده |           |           |           |           |           |
| مجموع  | مجموع        | ۰         | ۰         | ۱         | ۱         | ۱۵۱       |

### مدال‌ها بر اساس ورزش
| ورزش           | طلا | نقره | برنز | مجموع |
| -------------- | --- | ---- | ---- | ----- |
| دو و میدانی    | ۰   | ۰    | ۱    | ۱     |
| مجموع (۱ ورزش) | ۰   | ۰    | ۱    | ۱     |

## فهرست مدال‌آوران
تنها مدال جیبوتی، مدال برنز بود که به حسین احمد صلاح در دوی ماراتن مردان در بازی‌های المپیک تابستانی ۱۹۸۸ در سئول، کره جنوبی اهدا شد.
| مدال | نام            | بازی‌ها | ورزش                                        | رویداد        |
| ---- | -------------- | ------ | ------------------------------------------- | ------------- |
| برنز | حسین احمد صلاح | ۱۹۸۸   | دو و میدانی در بازی‌های المپیک تابستانی ۱۹۸۸ | ماراتون مردان |

## پرچم‌داران
| بازی‌ها | ورزشکار                                                                                          | ورزش               |
| ------ | ------------------------------------------------------------------------------------------------ | ------------------ |
| ۱۹۸۴   | جاما روبله                                                                                       | دو و میدانی        |
| ۱۹۸۸   | حسین احمد صلاح                                                                                   | دو و میدانی        |
| ۱۹۹۶   | حسین احمد صلاح                                                                                   | دو و میدانی        |
| ۲۰۰۰   | جاما روبله                                                                                       | دو و میدانی        |
| ۲۰۰۴   | جیبوتی شرکت نکرد                                                                                 | جیبوتی شرکت نکرد   |
| ۲۰۰۸   | حسین احمد صلاح                                                                                   | دو و میدانی        |
| ۲۰۱۲   | زوره علی (مراسم افتتاحیه) یاسمین فراح (مراسم اختتامیه)                                           | دو و میدانی        |
| ۲۰۱۶   | عبدی وایس محی‌الدین (مراسم افتتاحیه) محمد اسماعیل ابراهیم (مراسم اختتامیه)                        | دو و میدانی        |
| ۲۰۲۰   | آدن-الکساندر حسین (مراسم افتتاحیه) سحر علی محمد (مراسم اختتامیه)                                 | جودو دو و میدانی   |
| ۲۰۲۴   | محمد اسماعیل ابراهیم (مراسم افتتاحیه) سمیه حسن نور (مراسم افتتاحیه) ابراهیم حسن (مراسم اختتامیه) | دو و میدانی فوتبال |

## تمرینات
جیبوتی یک مرکز تمرین در علی صبیح برای تیم ملی دو و میدانی مردان دارد و همچنین یک مرکز تمرین در شهر جیبوتی نیز دارد. مرکز تمرین در شهر جیبوتی دارای پیست شش خطی و موانع ساخته شده از لوله‌های پی‌وی‌سی است. مرکز علی صبیح دارای موانع استاندارد، پیست با کیفیت بالا، وزنه‌هایی ساخته شده از قوطی‌های پرشده با سیمان، و چالهٔ آب که به ندرت پر می‌شود، است.

## کمیتهٔ ملی المپیک

لوگوی کمیته ملی المپیک جیبوتی

کمیتهٔ ملی المپیک جیبوتی در سال ۱۹۸۳ تأسیس شد و یک سال بعد به‌طور رسمی توسط کمیتهٔ بین‌المللی المپیک به رسمیت شناخته شد. این کمیته تحت ریاست عایشه غراد علی است که سرمربی تیم ملی هندبال بانوان و همچنین معلم تربیت بدنی و ورزش است. علی برای اولین بار در تاریخ ۱ مه ۲۰۰۵ انتخاب شد و دوباره در تاریخ ۱ مه ۲۰۱۳ به این سمت برگزیده شد. دبیرکل کمیته علی سعید حسین است که پیشتر مربی فوتبال ملی و معلم بوده است.
در تاریخ ۴ ژانویهٔ ۲۰۱۷، رأی به نفع عایشه غراد برای دورهٔ سوم او به عنوان رئیس کمیته به تصویب رسید. روز بعد، ۱۲ فدراسیون از ۲۲ فدراسیون ورزشی شکایتی به کمیتهٔ بین‌المللی المپیک ارائه کردند. شکایت مطرح‌شده این بود که تعداد نمایندگان حاضر در رأی‌گیری کافی نبوده است (هفت نفر از ۲۲ نفر). آنها در نامهٔ خود بیان کردند که «... پس از یافتن نواقص و ایرادات متعدد در رأی‌گیری که توسط رئیس کنونی خانم عایشه غراد و در غیاب اکثریت رؤسای فدراسیون‌ها برگزار شده بود، تنها ۷ نفر از ۲۲ نفر حاضر بودند.» احمد صلاح همچنین شکایتی در مورد رأی‌گیری ارائه داد که شامل این بود که رأی‌گیری بدون حضور ناظران بین‌المللی انجام شده است.

## حضور در المپیک

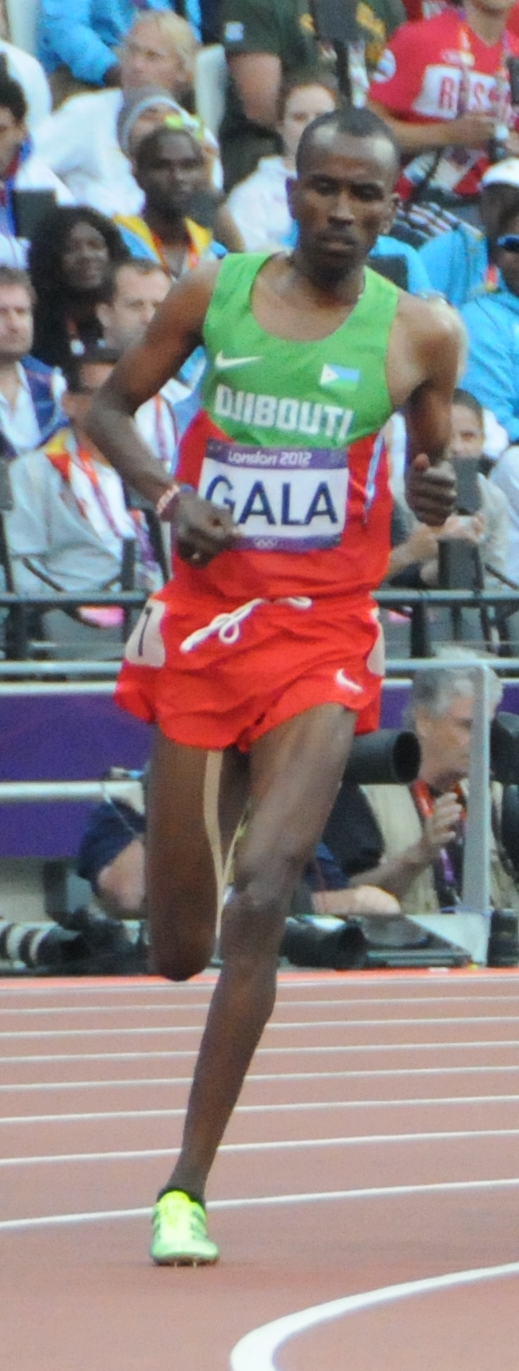
مومین گالا در المپیک ۲۰۱۲.

### پیش از المپیک
جیبوتی تا سال ۱۹۷۷ که رأی به استقلال از فرانسه داد، به عنوان یک سرزمین تحت قیمومیت فرانسه بود. این موضوع باعث شد که سال ۱۹۸۰ اولین المپیک تابستانی باشد که این کشور می‌توانست در آن شرکت کند. جیبوتی یکی از ۶۵ کشوری بود که به دلیل جنگ شوروی در افغانستان، المپیک ۱۹۸۰ مسکو را تحریم کرد.

### المپیک تابستانی ۱۹۸۴
جیبوتی برای اولین بار در المپیک ۱۹۸۴ با سه ورزشکار در بازی‌ها شرکت کرد که همه در رشتهٔ ماراتن رقابت می‌کردند. جاما روبله با بهترین زمان به خط پایان رسید و جایگاه هشتم او بهتر از دو نفر از سه ماراتن‌روانی بود که در آن زمان به عنوان بهترین‌ها محسوب می‌شدند.

### المپیک تابستانی ۱۹۸۸
این اولین سالی بود که جیبوتی علاوه بر ماراتن، در مسابقات دیگری نیز شرکت کرد. ورزشکاران المپیکی جیبوتی که در رشتهٔ دو و میدانی رقابت می‌کردند، همچنان تنها در مسابقات مسافت‌های طولانی شرکت کردند. احمد صلاح، تنها ورزشکار جیبوتی که از المپیک ۱۹۸۴ به این مسابقات بازگشته بود، مدال برنز جیبوتی را در ماراتن به دست آورد و با زمان ۲:۱۰:۵۹ به خط پایان رسید. علاوه بر مشارکت جیبوتی در دو و میدانی، آنها در رشتهٔ قایقرانی نیز برای اولین بار حضور یافتند. روبله علی عدوا به اولین ملوان جیبوتی تبدیل شد که در المپیک شرکت کرد و در دستهٔ قایقرانی بادبانی مختلط، در میان ۴۵ شرکت‌کننده، در رتبهٔ ۴۰ قرار گرفت.

### المپیک تابستانی ۱۹۹۲
تا سال ۲۰۱۷، بیشترین تعداد ورزشکاران المپیکی که جیبوتی به المپیک فرستاده بود، در المپیک ۱۹۹۲ بود. این بازی‌ها همچنین اولین بار بود که جیبوتی در جودو رقابت کرد. هر دو جودوکار، یوسف عمر عیساهاک و محمد طاهر نتوانستند در هیچ مسابقه‌ای پیروز شوند. علاوه بر جودو، جیبوتی به رقابت‌های دو و میدانی و قایقرانی ادامه داد. روبله علی در مسابقات در رتبهٔ ۳۹ قرار گرفت. در رشتهٔ دو و میدانی، ورزشکاران جیبوتی در مسابقات دوی ۱۵۰۰ متر، ۵۰۰۰ متر، ۱۰۰۰۰ متر و ماراتن شرکت کردند. بهترین مقام در فینال به احمد صلاح رسید که در ماراتن در رتبهٔ ۳۰ قرار گرفت. حسین جاما، موسی سلیمان و عمر ظاهر جدید در دور اول حذف شدند، در حالی که طلال عمر عبدالله نتوانست در مسابقهٔ ماراتن به خط پایان برسد. روبله علی در رویداد قایقرانی نیز شرکت کرد و در رتبهٔ ۳۹ قرار گرفت.

### المپیک تابستانی ۱۹۹۶
در المپیک ۱۹۹۶، جیبوتی در هر دو رشتهٔ دو و میدانی و قایقرانی شرکت کرد. احمد صلاح برای چهارمین بار متوالی در المپیک شرکت کرد و با کسب مقام ۴۲ در میان رقبا در ماراتن، بهترین عملکرد را در میان دونده‌های جیبوتی داشت. همچنین، دو قایقران در رقابت‌های میسترال و لیزر شرکت کردند.

### المپیک تابستانی ۲۰۰۰
تعداد ورزشکاران جیبوتی در المپیک ۲۰۰۰ به کمترین میزان خود رسید. اولین ورزشکار زن جیبوتی، رودا علی وئیس، در این بازی‌ها شرکت کرد و در دوی ۸۰۰ متر رقابت کرد. او با سن ۱۶ سال و ۶۲ روز، رکورد جوان‌ترین ورزشکار جیبوتی در المپیک را ثبت کرد. وئیس در مرحلهٔ اول آخر شد و با ۲۴.۱۵ ثانیه اختلاف نسبت به رقبا به خط پایان رسید. تنها شرکت‌کنندهٔ دیگر، عمر ظاهر جدید بود که در ماراتن شرکت کرد و نتوانست مسابقه را به پایان برساند.

### المپیک تابستانی ۲۰۰۴
کمیتهٔ ملی المپیک جیبوتی دو ورزشکار را در تنیس و دو ورزشکار دیگر را در دو و میدانی به المپیک ۲۰۰۴ معرفی کرد. به دلایل نامعلوم، هیچ‌کدام از رقبا در این بازی‌ها شرکت نکردند.

### المپیک تابستانی ۲۰۰۸
پس از غیبت در المپیک ۲۰۰۴، جیبوتی بار دیگر تعداد کمی ورزشکار را به المپیک تابستانی ۲۰۰۸ فرستاد و یک مرد و یک زن را به این بازی‌ها معرفی کرد. هیچ‌یک از ورزشکاران نتوانستند به مراحل پایانی راه یابند. فاطیحه علی بوراله در مرحلهٔ اول دوی ۱۰۰ متر هشتم شد و محمود فراح در مرحلهٔ اول ۱۵۰۰ متر نهم شد.

### المپیک تابستانی ۲۰۱۲
در المپیک ۲۰۱۲، جیبوتی دوباره در دو رشته، دو و میدانی و جودو شرکت کرد و همچنین برای اولین بار در شنا و پینگ پنگ حضور یافت. عبدالرحمن عثمان و یاسمین فراح نتوانستند از مرحلهٔ اول رقابت‌های خود عبور کنند. سالی راغیب در جودو در اولین مسابقهٔ خود شکست خورد و از رقابت‌ها کنار رفت. زوره علی در این بازی‌ها به عنوان اولین زن پرچم‌دار جیبوتی انتخاب شد. مومین گالا، که در ۵۰۰۰ متر رقابت می‌کرد، به فینال راه یافت و در نهایت در جایگاه ۱۳ قرار گرفت.

### المپیک تابستانی ۲۰۱۶
جیبوتی شش ورزشکار در دو و میدانی و یک ورزشکار در جودو و شنا به المپیک ۲۰۱۶ فرستاد. جیبوتی به مدال نزدیک بود، با ایانله سلیمان که در ۱۵۰۰ متر در مقام چهارم قرار گرفت. او همچنین در ۸۰۰ متر رقابت کرد اما نتوانست به مرحلهٔ نیمه‌نهایی صعود کند. اناس حسین در اولین مسابقهٔ خود شکست خورد و از رقابت‌ها کنار رفت. برهان ابرو در مکان ۷۴ قرار گرفت و نتوانست از مرحلهٔ اول عبور کند.